# 6-Stunden-Rennen von Spa-Francorchamps 2023

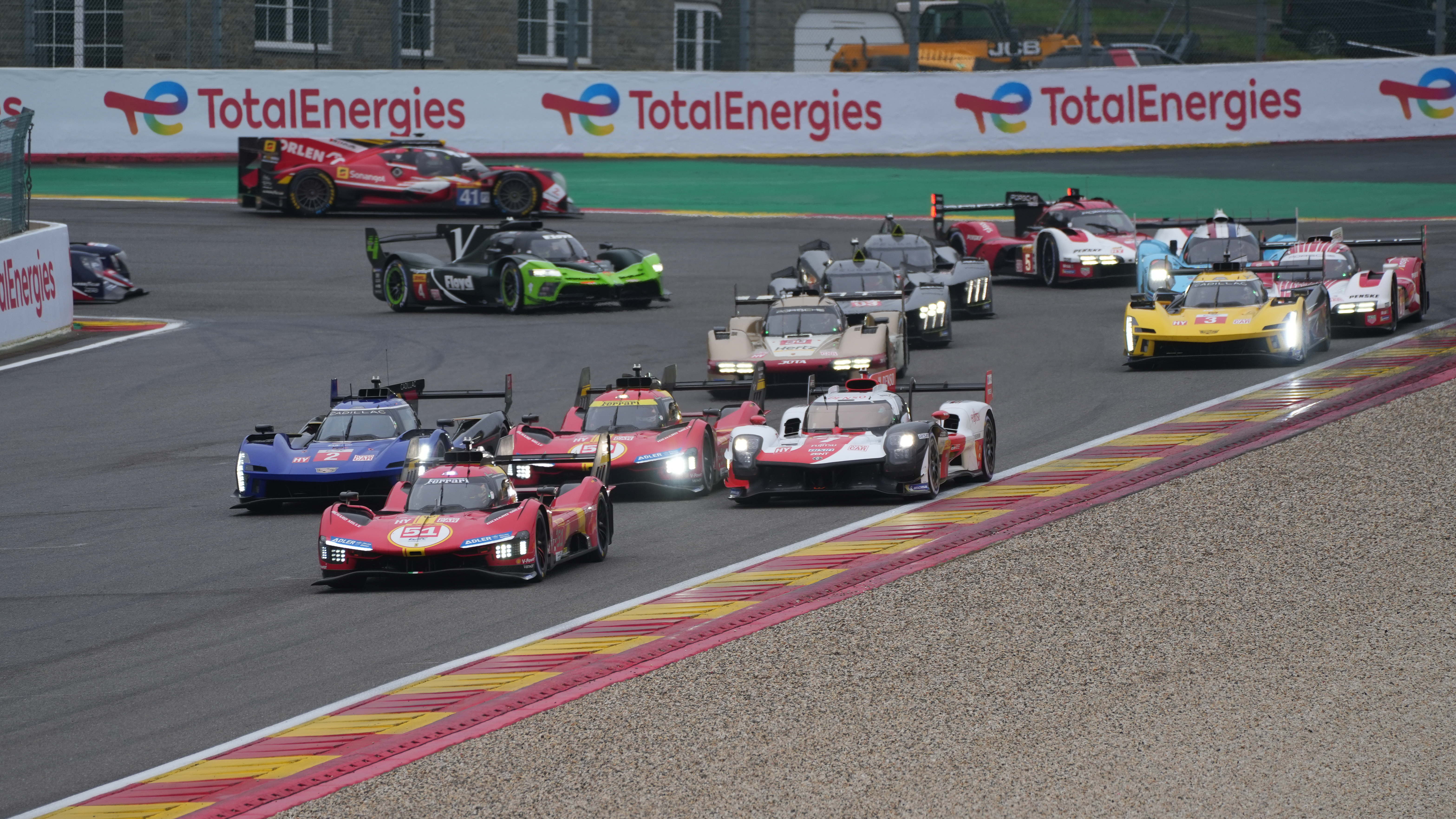
Rennstart, das Hypercar-Feld Ausgangs La Source

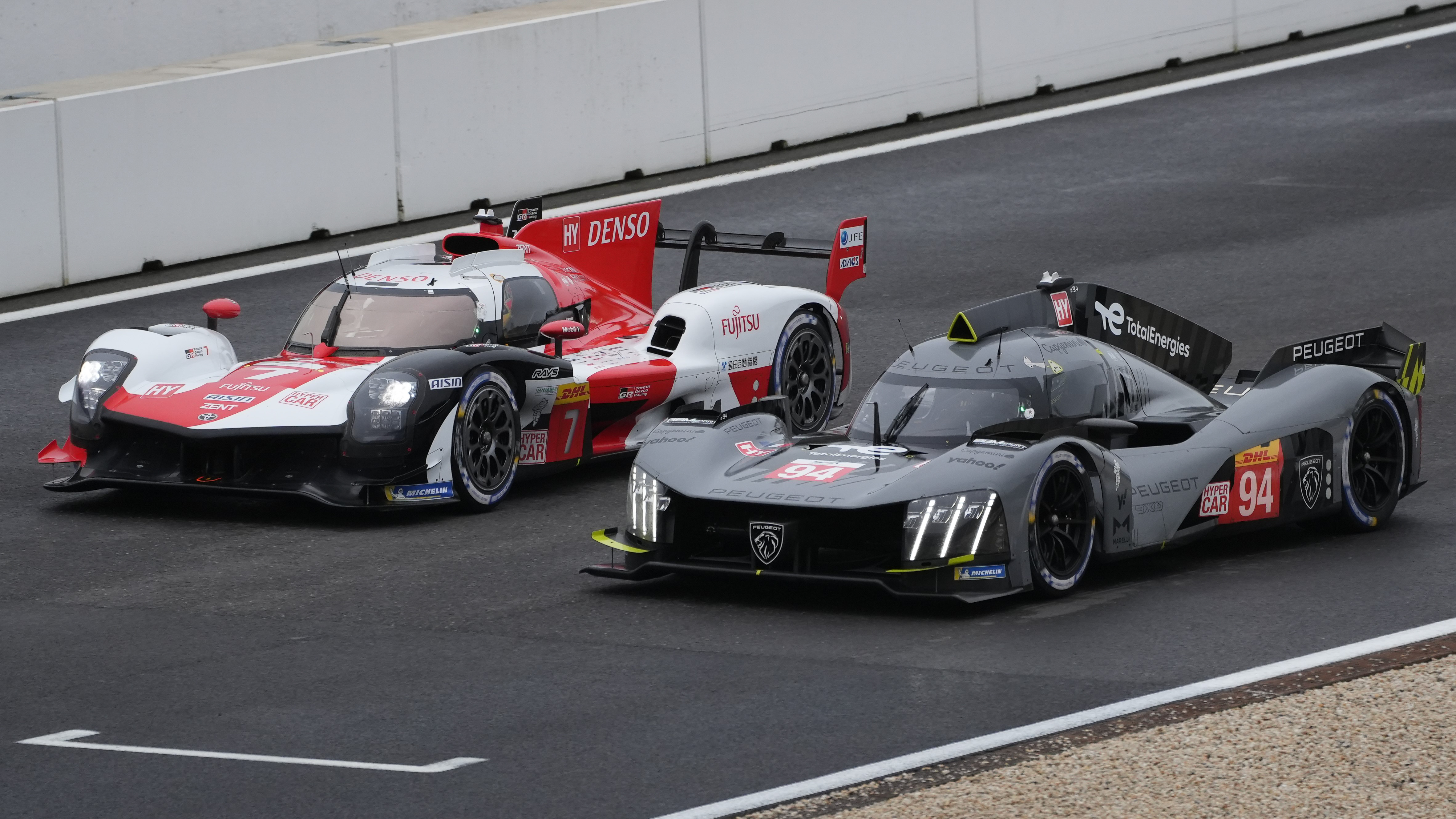
Links der siegreiche Toyota GR010 Hybrid von Mike Conway, Kamui Kobayashi und José María López, rechts der Peugeot 9X8 von Loïc Duval, Gustavo Menezes und Nico Müller

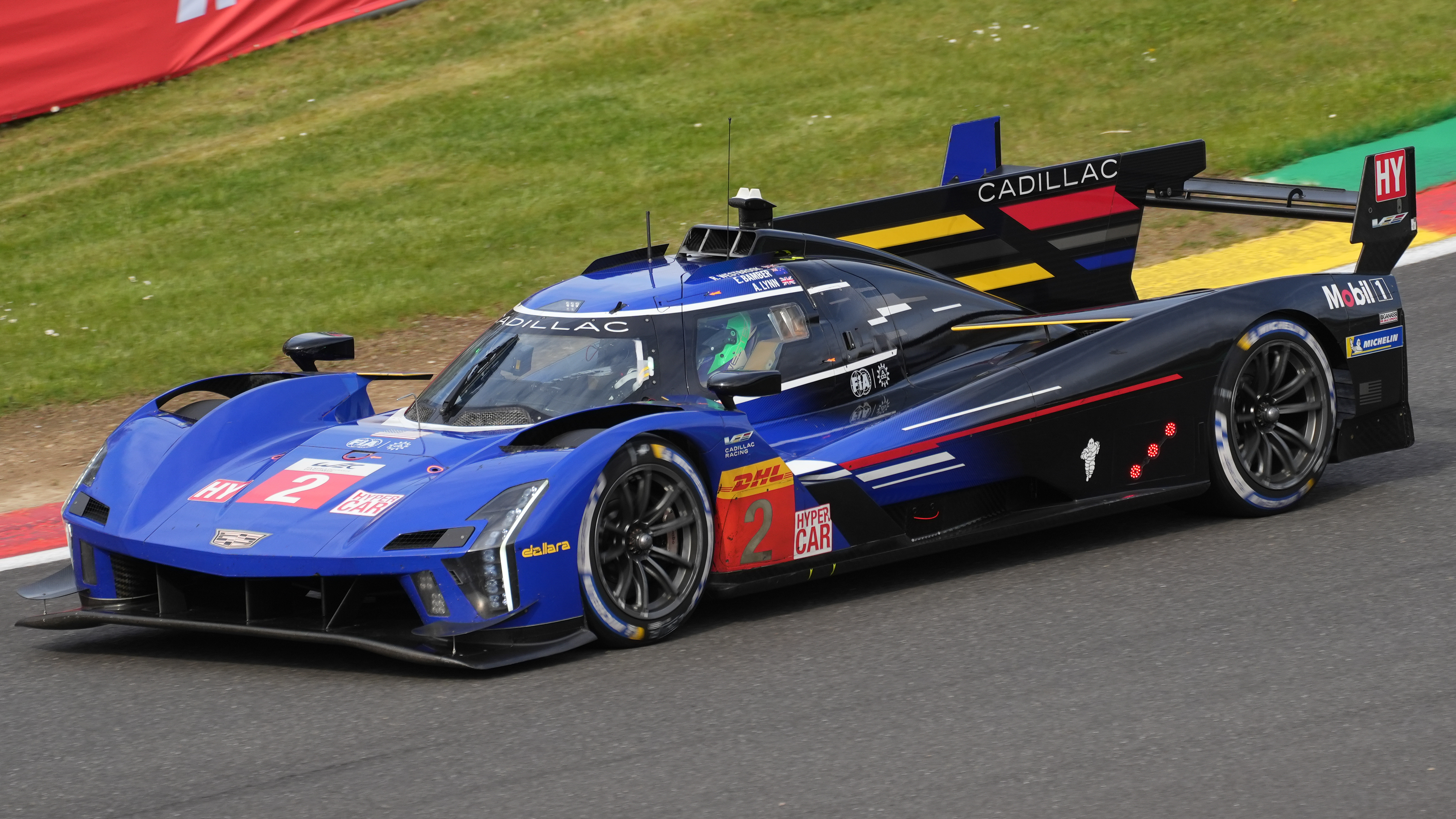
Der fünftplatzierte Cadillac V-Series.R von Earl Bamber, Alex Lynn und Richard Westbrook

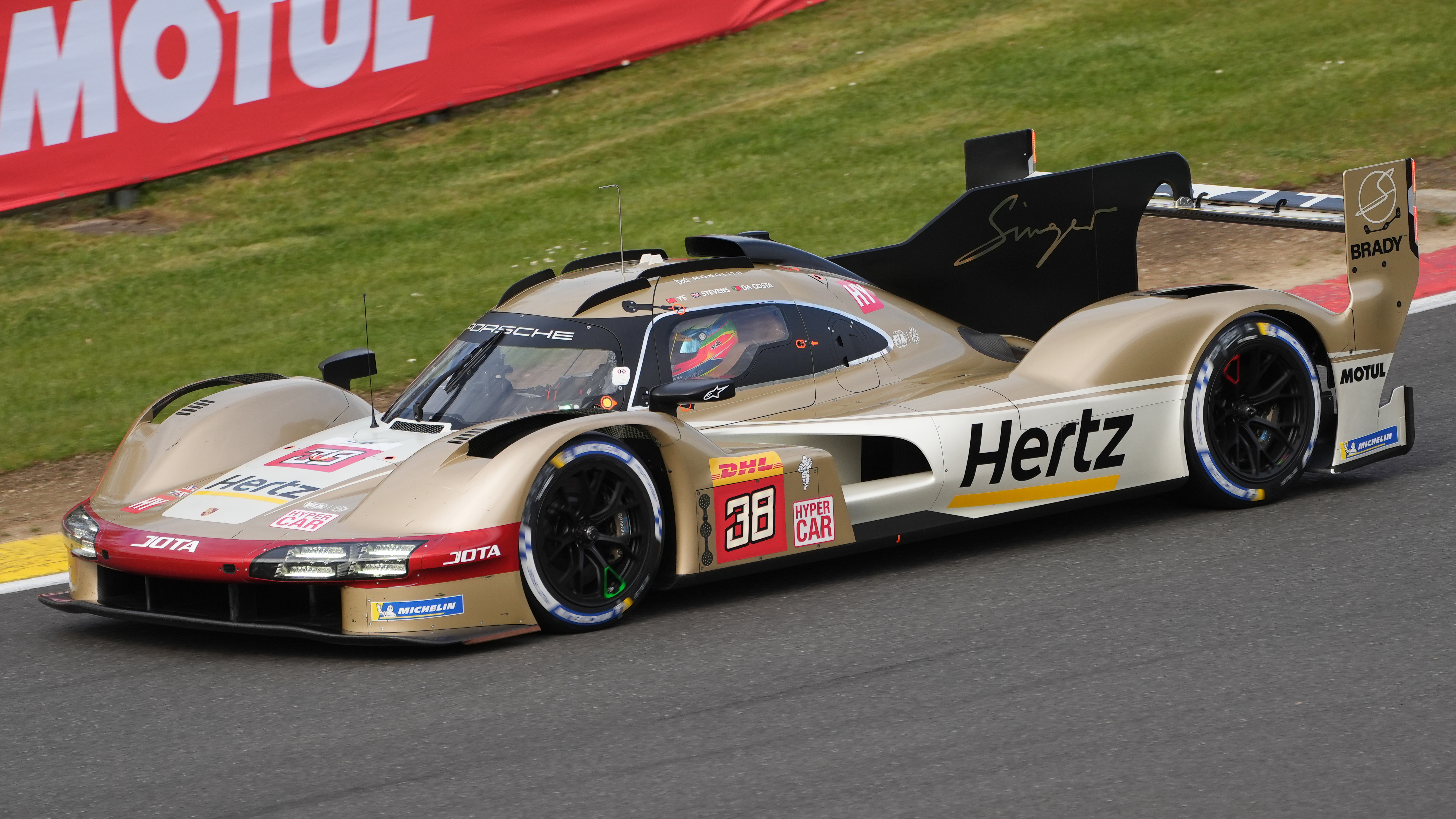
Renndebüt für den Jota-Porsche 963; sechster Gesamtrang für António Félix da Costa, Will Stevens und Ye Yifei

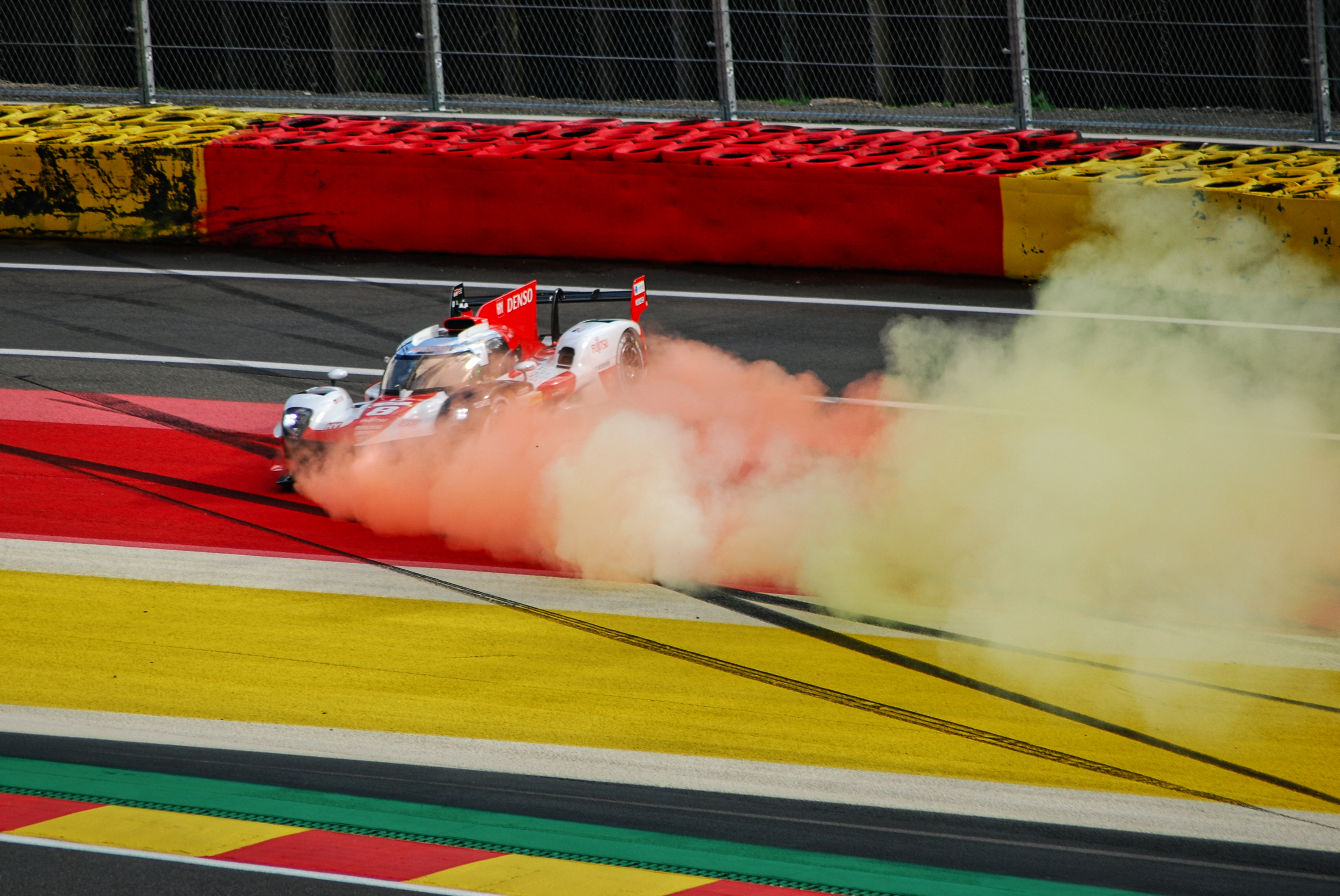
Brendon Hartleys Unfall in der Eau Rouge im Toyota GR010 Hybrid zu Beginn des Qualifikationstrainings

Das zwölfte 6-Stunden-Rennen von Spa-Francorchamps, auch 2023 TotalEnergies 6 Hours of Spa-Francorchamps, fand am 29. April 2023 auf dem Circuit de Spa-Francorchamps statt und war der zweite Wertungslauf der FIA-Langstrecken-Weltmeisterschaft dieses Jahres.

## Das Rennen
Das dritte Saisonrennen endete mit dem zweiten Toyota-Doppelsieg. Dabei fuhren Sébastien Buemi, Brendon Hartley und Ryō Hirakawa im Toyota GR010 Hybrid mit der Startnummer 8 vom vorletzten Startplatz auf den zweiten Gesamtrang nach vorne. Brendon Hartley hatte in der Aufwärmrunde des Qualifikationstraining, in der Ausfahrt der Eau Rouge, auf kalten Reifen die Herrschaft über den Toyota verloren und war in Fahrtrichtung rechts in den die Strecke begrenzenden Reifenstapel geprallt. Das Training war für ihn noch vor der ersten schnellen Runde beendet und Sébastien Buemi musste von ganz hinten starten. Mit dem Beginn der Saison 2023 untersagte das Reglement der WEC Heizdecken zum Vorwärmen der Reifen. Die Fahrer der jeweiligen Rennklassen stellte diese Änderung vor eine besondere Herausforderung, da kalte Reifen zu Beginn ihrer Verwendung nicht über die ausreichende Betriebstemperatur verfügten. Das zeigte sich auch in den Einführungsrunden, die Rennleiter Eduardo Freitas von zwei auf drei verlängern musste, da sich mehrere Fahrer drehten; unter ihnen Christian Ried im Porsche 911 RSR-19 dreimal in Raidillon.
Das Rennen begann bei leichtem Regen auf nasser Fahrbahn. Während die beiden Ferrari 499P, die Peugeot 9X8, Earl Bamber in einem der beiden Cadillac V-Series.R, sowie António Félix da Costa im erstmals eingesetzten Jota-Porsche 963 auf Regenreifen ins Regen gingen, startete das restliche Le-Mans-Hypercar. und LMDh-Feld auf Trockenreifen. In den ersten Runden waren die Wagen die Regenreifen aufgezogen hatten im Vorteil und Mike Conway im Trainingsschnellsten Toyota fiel auf dem ersten Kilometer auf den fünften Rang zurück. Nach wenigen Minuten Fahrzeit gab es die erste Safety-Car-Phase; Claudio Schiavoni im Porsche 911 RSR-19 stecke im Kiesbett. Die Strecke trocknete auf und mit der Rennfreigabe mussten die regenbereiften Fahrzeuge zu außerplanmäßigen Reifenwechseln die Boxen anfahren. Kalte Trockenreifen auf der kalten Fahrbahn machten vor allem den Ferrari-Piloten Antonio Giovinazzi und Nicklas Nielsen schwer zu schaffen. Rundenlang gelang es ihnen nicht Temperatur in die Reifen zu bekommen und verloren ohne Haftreibung eine komplette Runde. Als sich das Feld einigermaßen sortiert hatte, führte Mike Conway im Toyota vor Laurens Vanthoor im schnelleren der beiden Penske-Porsche 963. Nach 1 ½-Stunden-Fahrzeit blieb Vanthoors Porsche auf der Start-Ziel-Geraden stromlos liegen und ließ sich nicht mehr starten.
Drei Unfälle prägten das weitere Rennen der Hypercars. Renger van der Zande prallte im zu diesem Zeitpunkt zweitplatzierten Cadillac V-Series.R bei der Anfahrt zur Eau Rouge bei hohem Tempo links in die Barriere, wobei der Wagen komplett zerstört wurde und van der Zande unverletzt blieb. Unfallursache war eine defekte Lenkung. Den dritten unverschuldeten Unfall im Vanwall Vandervell 680 in Folge hatte Jacques Villeneuve. Beim Überrunden kollidierte er knapp vor Blanchimot mit dem Ferrari 488 GTE von Francesco Castellacci. Die letzte der vier Safety-Car-Phasen löste Ferrari-Pilot Antonio Fuoco aus. Fuoco hatte den Wagen von Miguel Molina übernommen und verunfallte bei der Ausfahrt aus der Boxengasse. Die kalten Reifen ließen den Ferrari im fünften Gang auf der Geraden abwärts von La Source nach links ausbrechen. Auf dem noch nassen Gras der Auslaufzone konnte Fuoco das Fahrzeug nicht mehr steuern und krachte in die Leitschiene. Das Potential des Ferrari zeigte James Calado, der 30 Minuten vor Rennschluss 40 Sekunden Rückstand auf den von Frédéric Makowiecki gefahrenen drittplatzierten Porsche 963 hatte. In der letzten Runde holte Calado den Porsche ein und überholte in vor der Kurve von La Source außen um als Gesamtdritter durchs Ziel zu fahren.
Die LMP2-Klasse gewannen Rui Andrade, Louis Delétraz und Robert Kubica im Team WRT-Oreca 07. Historisches ereignete sich in der LMGTE-Am-Klasse. Mit der Französin Lilou Wadoux gewann zum ersten Mal in der Geschichte der Langstrecken-Weltmeisterschaft eine Frau eine Rennklasse. Sie siegte gemeinsam mit Luís Pérez Companc und Alessio Rovera im Ferrari 488 GTE.

## Ergebnisse

### Schlussklassement
| 1               | LMH      | 7   | Toyota Gazoo Racing       | Mike Conway Kamui Kobayashi José María López                | Toyota GR010 Hybrid      | 148 |
| 2               | LMH      | 8   | Toyota Gazoo Racing       | Sébastien Buemi Brendon Hartley Ryō Hirakawa                | Toyota GR010 Hybrid      | 148 |
| 3               | LMH      | 51  | Ferrari AF Corse          | James Calado Antonio Giovinazzi Alessandro Pier Guidi       | Ferrari 499P             | 148 |
| 4               | LMH      | 5   | Porsche Penske Motorsport | Dane Cameron Michael Christensen Frédéric Makowiecki        | Porsche 963              | 148 |
| 5               | LMH      | 2   | Cadillac Racing           | Earl Bamber Alex Lynn Richard Westbrook                     | Cadillac V-Series.R      | 147 |
| 6               | LMH      | 38  | Hertz Team Jota           | António Félix da Costa Will Stevens Ye Yifei                | Porsche 963              | 147 |
| 7               | LMP2     | 41  | Team WRT                  | Rui Andrade Louis Delétraz Robert Kubica                    | Oreca 07                 | 146 |
| 8               | LMP2     | 23  | United Autosports         | Tom Blomqvist Oliver Jarvis Josh Pierson                    | Oreca 07                 | 146 |
| 9               | LMP2     | 34  | Inter Europol Competition | Albert Costa Fabio Scherer Jakub Śmiechowski                | Oreca 07                 | 146 |
| 10              | LMP2     | 9   | Prema Racing              | Andrea Caldarelli Filip Ugran Bent Viscaal                  | Oreca 07                 | 146 |
| 11              | LMP2     | 22  | United Autosports         | Filipe Albuquerque Philip Hanson Frederick Lubin            | Oreca 07                 | 146 |
| 12              | LMP2     | 31  | Team WRT                  | Robin Frijns Sean Gelael Ferdinand Habsburg                 | Oreca 07                 | 146 |
| 13              | LMH      | 708 | Glickenhaus Racing        | Franck Mailleux Romain Dumas Olivier Pla                    | Glickenhaus SCG 007 LMH  | 146 |
| 14              | LMH      | 93  | Peugeot TotalEnergies     | Mikkel Jensen Paul di Resta Jean-Éric Vergne                | Peugeot 9X8              | 146 |
| 15              | LMP2     | 36  | Alpine Elf Team           | Julien Canal Charles Milesi Matthieu Vaxivière              | Oreca 07                 | 146 |
| 16              | LMP2     | 35  | Alpine Elf Team           | Olli Caldwell André Negrão Memo Rojas                       | Oreca 07                 | 146 |
| 17              | LMH      | 94  | Peugeot TotalEnergies     | Loïc Duval Gustavo Menezes Nico Müller                      | Peugeot 9X8              | 146 |
| 18              | LMP2     | 28  | Jota                      | Pietro Fittipaldi David Heinemeier Hansson Oliver Rasmussen | Oreca 07                 | 145 |
| 19              | LMP2     | 63  | Prema Racing              | Mirko Bortolotti ---- Daniil Kwjat Doriane Pin              | Oreca 07                 | 145 |
| 20              | LMGTE-Am | 83  | Richard Mille AF Corse    | Luís Pérez Companc Alessio Rovera Lilou Wadoux              | Ferrari 488 GTE Evo      | 140 |
| 21              | LMGTE-Am | 33  | Corvette Racing           | Nicky Catsburg Ben Keating Nicolás Varrone                  | Chevrolet Corvette C8.R  | 140 |
| 22              | LMGTE-Am | 25  | ORT by TF                 | Ahmad Al Harthy Michael Dinan Charlie Eastwood              | Aston Martin Vantage AMR | 140 |
| 23              | LMGTE-Am | 88  | Proton Competition        | Ryan Hardwick Zacharie Robichon Harry Tincknell             | Porsche 911 RSR-19       | 139 |
| 24              | LMGTE-Am | 85  | Iron Dames                | Sarah Bovy Rahel Frey Michelle Gatting                      | Porsche 911 RSR-19       | 139 |
| 25              | LMGTE-Am | 21  | AF Corse                  | Stefano Costantini Simon Mann Ulysse de Pauw                | Ferrari 488 GTE Evo      | 139 |
| 26              | LMGTE-Am | 98  | Northwest AMR             | Ian James Daniel Mancinelli Alex Riberas                    | Aston Martin Vantage AMR | 139 |
| 27              | LMGTE-Am | 57  | Kessel Racing             | Scott Huffaker Takeshi Kimura Daniel Serra                  | Ferrari 488 GTE Evo      | 139 |
| 28              | LMGTE-Am | 777 | D'Station Racing          | Tomonobu Fujii Satoshi Hoshino Casper Stevenson             | Aston Martin Vantage AMR | 138 |
| 29              | LMGTE-Am | 77  | Dempsey-Proton Racing     | Julien Andlauer Christian Ried Mikkel Pedersen              | Porsche 911 RSR-19       | 138 |
| 30              | LMGTE-Am | 60  | Iron Lynx                 | Matteo Cressoni Alessio Picariello Claudio Schiavoni        | Porsche 911 RSR-19       | 137 |
| 31              | LMGTE-Am | 86  | GR Racing                 | Ben Barker Riccardo Pera Mike Wainwright                    | Porsche 911 RSR-19       | 136 |
| Ausgefallen     |          |     |                           |                                                             |                          |     |
| 32              | LMH      | 50  | Ferrari AF Corse          | Antonio Fuoco Miguel Molina Nicklas Nielsen                 | Ferrari 499P             | 106 |
| 33              | LMH      | 4   | Floyd Vanwall Racing Team | Tom Dillmann Esteban Guerrieri Jacques Villeneuve           | Vanwall Vandervell 680   | 80  |
| 34              | LMGTE-Am | 54  | AF Corse                  | Francesco Castellacci Thomas Flohr Davide Rigon             | Ferrari 488 GTE Evo      | 79  |
| 35              | LMH      | 6   | Porsche Penske Motorsport | Kévin Estre André Lotterer Laurens Vanthoor                 | Porsche 963              | 53  |
| 36              | LMH      | 3   | Cadillac Racing           | Sébastien Bourdais Renger van der Zande Jack Aitken         | Cadillac V-Series.R      | 40  |
| 37              | LMP2     | 10  | Vector Sport              | Gabriel Aubry Ryan Cullen Matthias Kaiser                   | Oreca 07                 | 14  |
| Nicht gestartet |          |     |                           |                                                             |                          |     |
| 38              | LMGTE-Am | 56  | Team Project 1 – AO       | Matteo Cairoli P. J. Hyett Gunnar Jeannette                 | Porsche 911 RSR-19       | 1   |

1 Unfall im Training

### Nur in der Meldeliste
Zu diesem Rennen sind keine weiteren Meldungen bekannt.

### Klassensieger
| Klasse   | Fahrer             | Fahrer          | Fahrer           | Fahrzeug            | Platzierung im Gesamtklassement |
| -------- | ------------------ | --------------- | ---------------- | ------------------- | ------------------------------- |
| LMH      | Mike Conway        | Kamui Kobayashi | José María López | Toyota GR010 Hybrid | Gesamtsieg                      |
| LMP2     | Rui Andrade        | Louis Delétraz  | Robert Kubica    | Oreca 07            | Rang 7                          |
| LMGTE-Am | Luís Pérez Companc | Alessio Rovera  | Lilou Wadoux     | Ferrari 488 GTE Evo | Rang 20                         |

### Hypercar-Balance-of-Performance
| Fahrzeug                      | Mindestgewicht | Max. Leistung | Max. Energiemenge pro Stint | Hybridboost ab | Handicap Nachtanken |
| ----------------------------- | -------------- | ------------- | --------------------------- | -------------- | ------------------- |
| Cadillac V-Series.R (LMDh)    | 1035 kg        | 513 kW        | 904 Megajoule               | 0 km/h         | 1,0 Sekunden        |
| Ferrari 449P (LMH)            | 1040 kg        | 509 kW        | 899 Megajoule               | 190 km/h       | 1,2 Sekunden        |
| Glickenhaus SCG 007 LMH (LMH) | 1030 kg        | 520 kW        | 913 Megajoule               | –              | –                   |
| Peugeot 9X8 (LMH)             | 1042 kg        | 516 kW        | 909 Megajoule               | 150 km/h       | 1,2 Sekunden        |
| Porsche 963 (LMDh)            | 1045 kg        | 516 kW        | 910 Megajoule               | 0 km/h         | 1,0 Sekunden        |
| Toyota GR010 Hybrid (LMH)     | 1043 kg        | 512 kW        | 904 Megajoule               | 190 km/h       | 1,2 Sekunden        |
| Vanwall Vandervell 680 (LMH)  | 1030 kg        | 512 kW (+ 1)  | 901 Megajoule               | –              | –                   |

### Renndaten
- Gemeldet: 38
- Gestartet: 37
- Gewertet: 31
- Rennklassen: 3
- Zuschauer: 72.224
- Wetter am Rennwochenende: kühl und leichter Regen
- Streckenlänge: 7,004 km
- Fahrzeit des Siegerteams: 6:00:19,798 Stunden
- Runden des Siegerteams: 148
- Distanz des Siegerteams: 1036,592 km
- Siegerschnitt: unbekannt
- Pole Position: Kamui Kobayashi – Toyota GR010 Hybrid (#7) – 2:08,812
- Schnellste Rennrunde: Kamui Kobayashi – Toyota GR010 Hybrid (#7) – 2:02,327 = 206,100 km/h
- Rennserie: 3. Lauf zur FIA-Langstrecken-Weltmeisterschaft 2023